# شركة الخوف المحدودة (فلم)
شركة الخوف المحدودة (بالإنجليزية: Fear, Inc) هو فيلم رعب كوميدي أمريكي تم إصداره في عام 2016 من إخراج فنسنت ماسيالي ومن كتابة لوك بارنيت. بطولة لوكاس نيف و كيتلين ستاسي.

## ملخص القصة
تتبع شركة الخوف المحدودة. شركة من المنحلين الذين يمكن توظيفهم للحصول على قسط إضافي لإحياء أكبر مخاوفك. ولكن عندما يبدأ الخوف المرعب من مدمن الرعب جو فوستر على ما يبدو ، يجب عليه هو وأصدقاؤه أن يقرروا ما إذا كانت هذه الشركة موجودة لتخويفهم أو جعلهم بيادق في لعبتهم المريضة.

## روابط خارجية
- مقالات تستعمل روابط فنية بلا صلة مع ويكي بيانات